# Gåstjärnen (Piteå socken, Norrbotten, 728316-174923)
Gåstjärnen är en sjö i Piteå kommun i Norrbotten och ingår i Piteälvens huvudavrinningsområde.